# Hauskirchen
Hauskirchen är en ort och kommun  i Österrike. Den ligger i distriktet Gänserndorf i förbundslandet Niederösterreich, 55 km nordost om huvudstaden Wien. 
Kommunen består av tre orter (Ortschaften) (inom parentes invånarantal 1 januari 2024):
- Hauskirchen (636)
- Prinzendorf an der Zaya (489)
- Rannersdorf an der Zaya (174)